# Ḩasanābād-e Belher
Ḩasanābād-e Belher är en ort i Iran.   Den ligger i provinsen Khorasan, i den nordöstra delen av landet, 700 km öster om huvudstaden Teheran. Ḩasanābād-e Belher ligger 1 402 meter över havet och antalet invånare är 751.
Terrängen runt Ḩasanābād-e Belher är huvudsakligen platt, men österut är den kuperad. Terrängen runt Ḩasanābād-e Belher sluttar norrut.Runt Ḩasanābād-e Belher är det ganska glesbefolkat, med 25 invånare per kvadratkilometer. Ḩasanābād-e Belher är det största samhället i trakten. Omgivningarna runt Ḩasanābād-e Belher är i huvudsak ett öppet busklandskap.